# Messenger spam
Ne doit pas être confondu avec Spim.
Le messenger spam (aussi appelé NetBios Messenger spam ou IP-popup) est un usage abusif du service d'affichage des messages ‘’net send’’ de Microsoft Windows pour tromper les internautes. Il affiche une boîte de dialogue en fenêtre surgissante (pop-up).
Souvent ces messages affichent le lien vers un site web commercial frauduleux. Par exemple, où on veut y vendre de la pornographie, des médicaments sans ordonnance ou un logiciel pour se débarrasser de ce type de messages, alors qu'on peut s'en débarrasser gratuitement, en configurant correctement Windows.
Normalement, ces messages sont envoyés par la commande NetBios : net send <nom_utilisateur> message, lancée depuis l'invite de commande MS-DOS de Windows.